# Calvaire de Guéhenno
Le calvaire de Guéhenno est situé dans l'enclos paroissial du bourg de la commune de Guéhenno dans le Morbihan.

## Historique

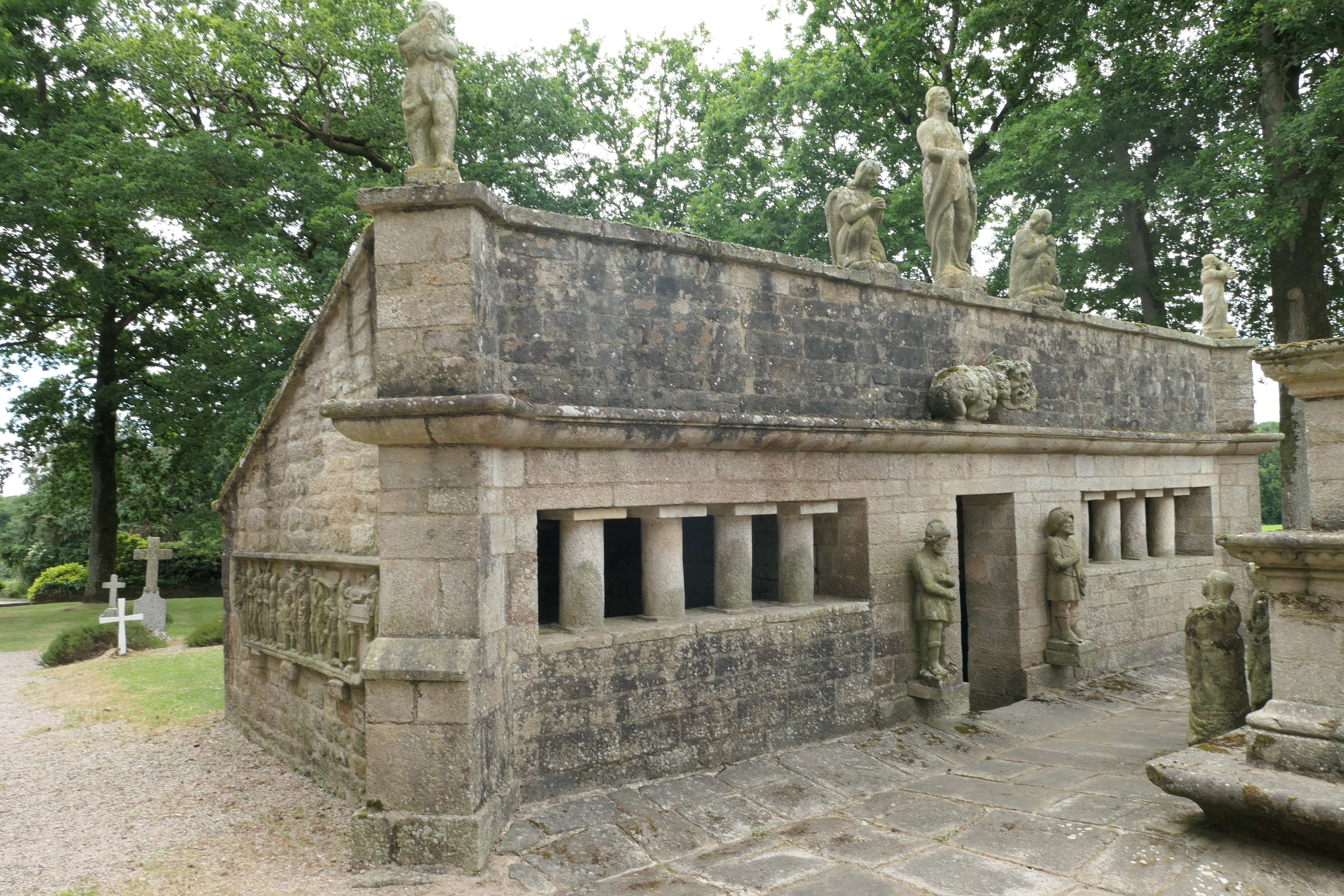
L'entrée de l'ossuaire est gardée par deux soldats romains qui font face à deux femmes en pleurs. Le toit est couronné de statues en ronde-bosse.

Commande des paroissiens de Guéhenno, il est érigé en 1550 en granite beige local à grain fin, par le maître d'œuvre Guillouic comme l'indique l'inscription en lettres gothiques très effacées dans le cartouche sous la corniche de la mace supérieure : « J. GUILLOVIC A FAICT CESTE CROUEX DE P(AR) LES P(A)ROEISSIE (N) 1550 ». Cette commande monumentale signe l'âge d'or de la Bretagne, expression d'Alain Croix, expression qui désigne la période de prospérité économique liée au développement de la culture du lin (toiles pour les vêtements) et du chanvre (toiles à voiles) exportés par les ports bretons, et sans doute à Guéhenno, du développement des carrières de granit. En passant ce marché, le conseil de fabrique précise certainement à Guillouic ses références à d'autres modèles architecturaux de l'époque.
À l'époque de la Terreur, en 1793-1794, l'église du XVIe siècle est incendiée, le croix et les statues du calvaire auraient été brisées et l'ossuaire dévasté par les soldats républicains. D'après une tradition encore vivante à Guéhenno, ce serait lors de cette époque révolutionnaire que certains soldats ont « joué aux boules avec les têtes des Saintes Femmes ». En réalité, de nombreux symboles religieux ont échappé à l'iconoclasme révolutionnaire dont les excès suscitent la réprobation populaire à l'intérieur des localités où la foi catholique est générale, et la « fureur du peuple » s'est portée le plus souvent sur autre chose que sur les œuvres d'art, ce qui explique que les paroissiens aient pu démonter le calvaire pour le protéger de cette fureur révolutionnaire et ont caché les statues endommagées (dommages plus dus aux ravages de l'érosion que du vandalisme révolutionnaire) chez eux ou sur le site proche du mont de Guéhenno au sud-ouest.
Il faut attendre l'arrivée de l'abbé Charles-Marie Jacquot (1806-1866), nommé recteur de la paroisse en 1853, pour que la restauration de l'enclos paroissial commence réellement. La paroisse ne pouvant en assurer les frais de rénovation et de réédification, Jacquot et son vicaire, l'abbé Laumailler, s'improvisent sculpteurs. Le recteur peut ainsi mettre en pratique les leçons qu'il a suivies lors de la restauration de la chapelle du séminaire de Vannes où il a passé plusieurs années. Aidé de maçons, il recolle les morceaux de certaines statues à partir des éléments réunis par les paroissiens et redresse le calvaire. En 1855, il rajoute un dallage et des bornes entourant le soubassement de l'édicule. À partir de 1856, il réalise lui-même d'autres statues (les prophètes et les évangélistes, les soldats, des anges et des saints, des bas-reliefs et la colonne du reniement de saint Pierre), sans que les historiens de l'art parviennent à savoir si sa restauration a respecté l'ordonnance du calvaire de 1550. Après le calvaire et l'église restaurés, Jacquot entreprend en 1863-1864 la restauration de l'ossuaire placé au sud-est du cimetière, derrière le calvaire. 
Le calvaire de Guéhenno fait l’objet d’une inscription au titre des monuments historiques depuis le 23 mai 1927.
En 1999, un coup de vent décapite le Christ en croix. La prolifération d'algues vertes et de lichens, et la désagrégation des joints sur les statues, donnent lieu à leur restauration en 2004 dans les ateliers de la société de Pierre Floc'h, à la Chapelle-Caro. La restauration porte aussi sur la réfection de la maçonnerie du socle et de l'ossuaire attenant.
Le calvaire fait partie de l'association des sept calvaires monumentaux de Bretagne née en 2004, et le seul situé dans le département du Morbihan. 
Du 8 au 11 août 2013, l'association des sept grands calvaires de Bretagne offre un spectacle d'illumination polychromique du calvaire. Une nouvelle édition d'un spectacle son et lumière a lieu du 3 au 5 août 2018.

## Architecture
On accède à l'enclos paroissial par un portail composé de deux piles en granite surmontées de boules, encadrées par deux autres plus petites qui sont surmontées d'une croix.
L'architecture du calvaire est constituée de deux massifs de pierres superposés (appelés maces) reposant sur un emmarchement de deux degrés, la marche la plus élevée se continuant en arrière par un banc de pierre. Sur la face ouest de ces massifs, deux avancées forment un « autel » (faisant office de table d'offrande) et son retable. « Son implantation au sol fait de lui le plus grand des calvaires bretons » souligne une étude de la direction des Monuments historiques.
La composition iconographique du calvaire expose un récit limité aux scènes de la Passion, se distinguant des autres calvaires bas-bretons qui narrent toute la vie du Christ depuis l'Incarnation jusqu'à la Résurrection. « Contrairement à la plupart des monuments de son espèce, où les scènes sont placées sur toutes les faces, dans toutes les directions de l'espace, ici, la plus grande partie des personnages et des groupes sont visibles, de face, à partir de la colonne du coq qui définit en somme l'orientation de l'ensemble ». Aux quatre coins de l'autel, sont disposés sur pied les quatre grands prophètes de la Bible (Isaïe, Jérémie, Ézéchiel et Daniel), séparés par un léger décrochement qui permet de les voir de face. La face antérieure de son socle est sculptée d'un bas-relief représentant la résurrection (apparition de Jésus aux saintes femmes) et est couronnée par une corniche qui porte une inscription de Jacquot « Dire 5 P.(ATER), 3 A.(VE), 40 J.(OURS) d’indulgence ». Le retable représente la Mise au tombeau composée de sept personnages en costume du XIXe siècle. Les trois bas-reliefs placés sur les autres faces du massif présentent l'Agonie de Jésus au sud, la Flagellation à l'est et le Couronnement d'épines au nord. 
Sur la plateforme supérieure, est sculptée la foule traditionnelle des calvaires bretons. Les quatre angles sont occupés par les quatre évangélistes assis avec les tétramorphes. Au centre, Jésus est représenté portant sa croix. Il est encadré d'un soldat armé d'une pique, d'un cavalier précédé d'un soldat porte-glaive, et de Véronique montrant le voile de la sainte Face. La grande croix centrale représente à son sommet le Christ paisible sur un socle de crânes et de tibias qui font référence à son sacrifice et au Golgotha. Dominant les deux croix polygonales des larrons liés avec des cordes, elle est coupée en son milieu d'une double console occupée par la Vierge et Jean soutenus par des anges horizontaux. À mi-hauteur, une sculpture engagée dans le fût représente un personnage à moitié allongé, Jessé, qui symbolise le lien avec l'Ancien Testament. Sur son socle, est représentée une pietà simple masquée par le cavalier, ce qui rappelle les ordonnances différentes.
La colonne au coq, légèrement fusiforme, est ajoutée en 1862. Le socle porte l'inscription HAEC PASSUS EST PRO NOBIS, « voilà ce qu'il (le Christ) a souffert pour nous ». Le fût est sculpté de quelques emblèmes parmi les trente instruments de la Passion : sur la face arrière deux lances croisées, l'anneau et la corde attachée à un crochet, venant se nouer en avant et qui ont servi à attacher Jésus à la colonne de la flagellation ; sur la face avant fouets, couronne d'épines et roseau, marteau, tenailles et les trois clous.
« Immédiatement au sud du calvaire, à l'intérieur de l'enclos, est planté un lec'h d'un mètre de haut. Et lorsqu'on sort du lieu sacré par l'échalier de l'est, au chevet de l'église, on découvre, marquant l'entrée, une croix pattée, monolithe et haute (2,65 mètres), qui offre la particularité d'être, comme celle de Pluneret, percée en son centre. Mais ici l'ouverture est ronde, au lieu d'être comme là en carreau de carte ».
L'enclos de Guéhenno ne manque ni de grandeur, ni de richesse par rapport aux autres enclos bas-bretons. Le calvaire qui attire entre 15 et 20 000 personnes par an, donne une « impression de vétusté et de rafistolage consciencieux… Mais son désordre grandiloquent et son manque apparent d'unité assurent un certain charme » selon Yannick Pelletier. De plus, « la distribution de l'espace, sa fragmentation en trois monuments, ordonnés selon un triangle dont la base est l'ossuaire et la pointe la colonne du coq, sont entièrement originales et l'effet en est satisfaisant. Devant la colonne, à l'ouest et dans le prolongement de la diagonale principale, les mains pieuses des paroissiens de Guéhenno ont inhumé l'abbé Jacquot sous un gâble néo-gothique… Son corps, placé à la proue de son calvaire, semble, de cette manière, le mener impassiblement à travers l'éternité ».

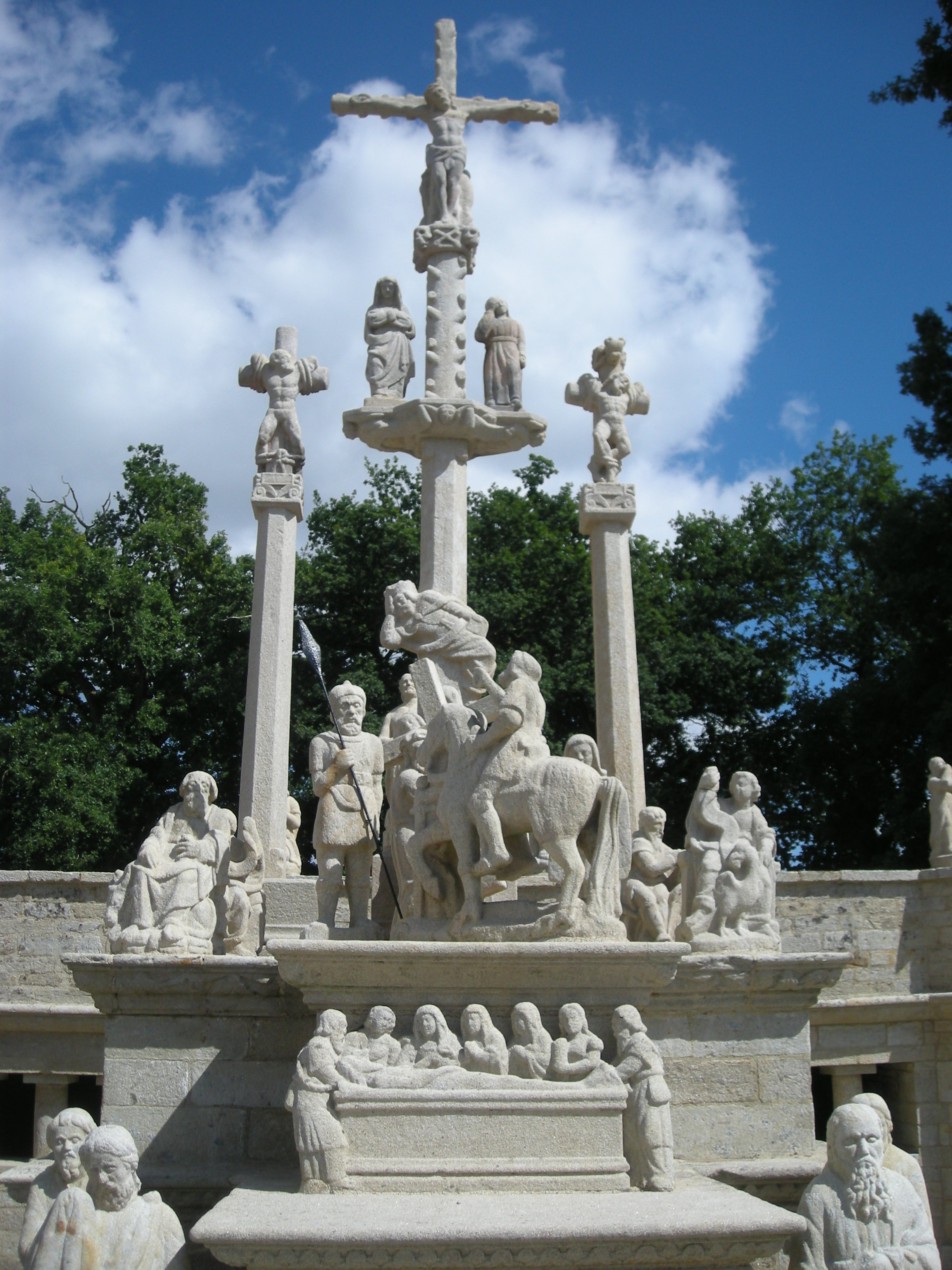
Le calvaire vu de face.
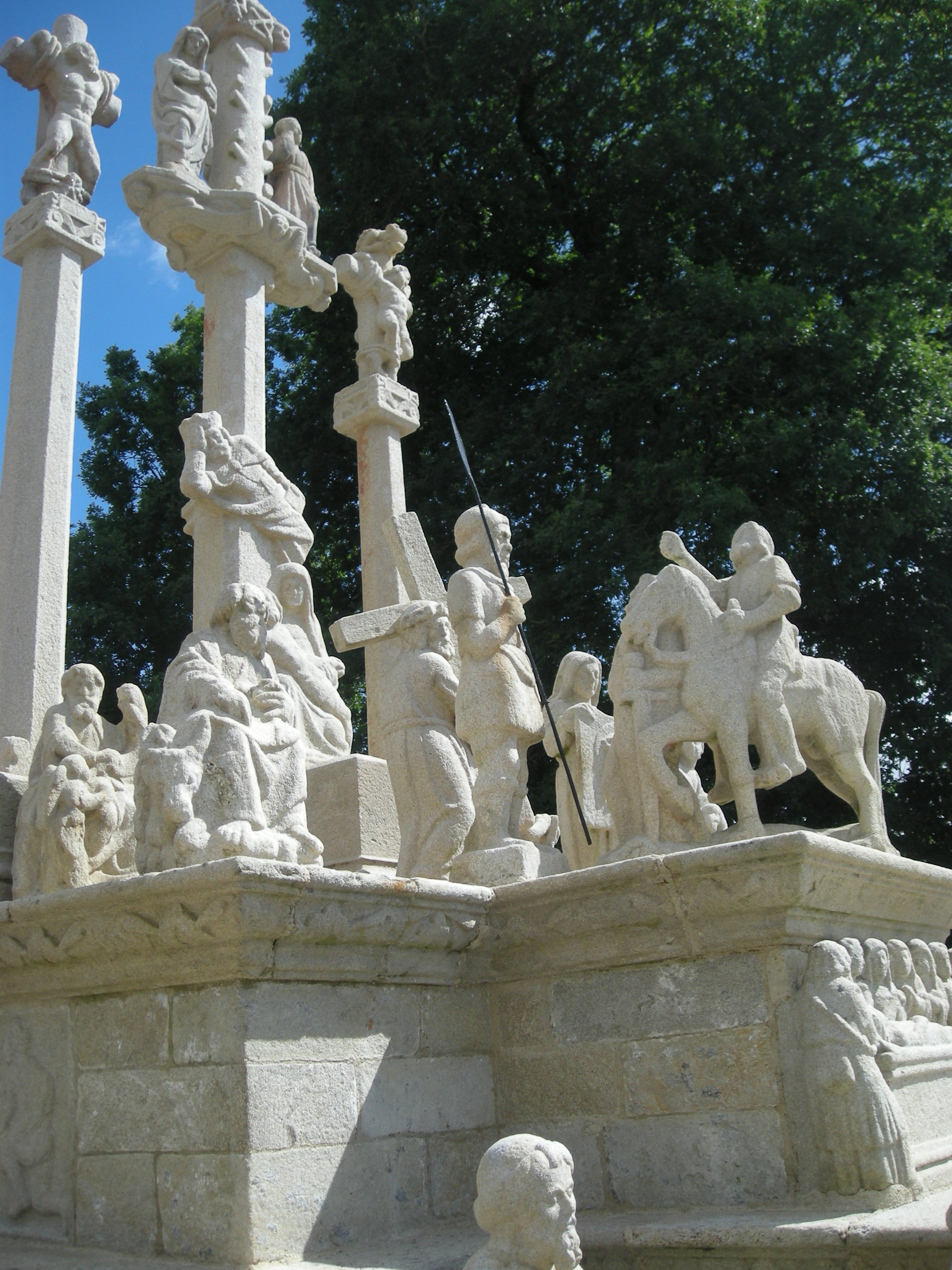
Groupe de personnages sur la plateforme.
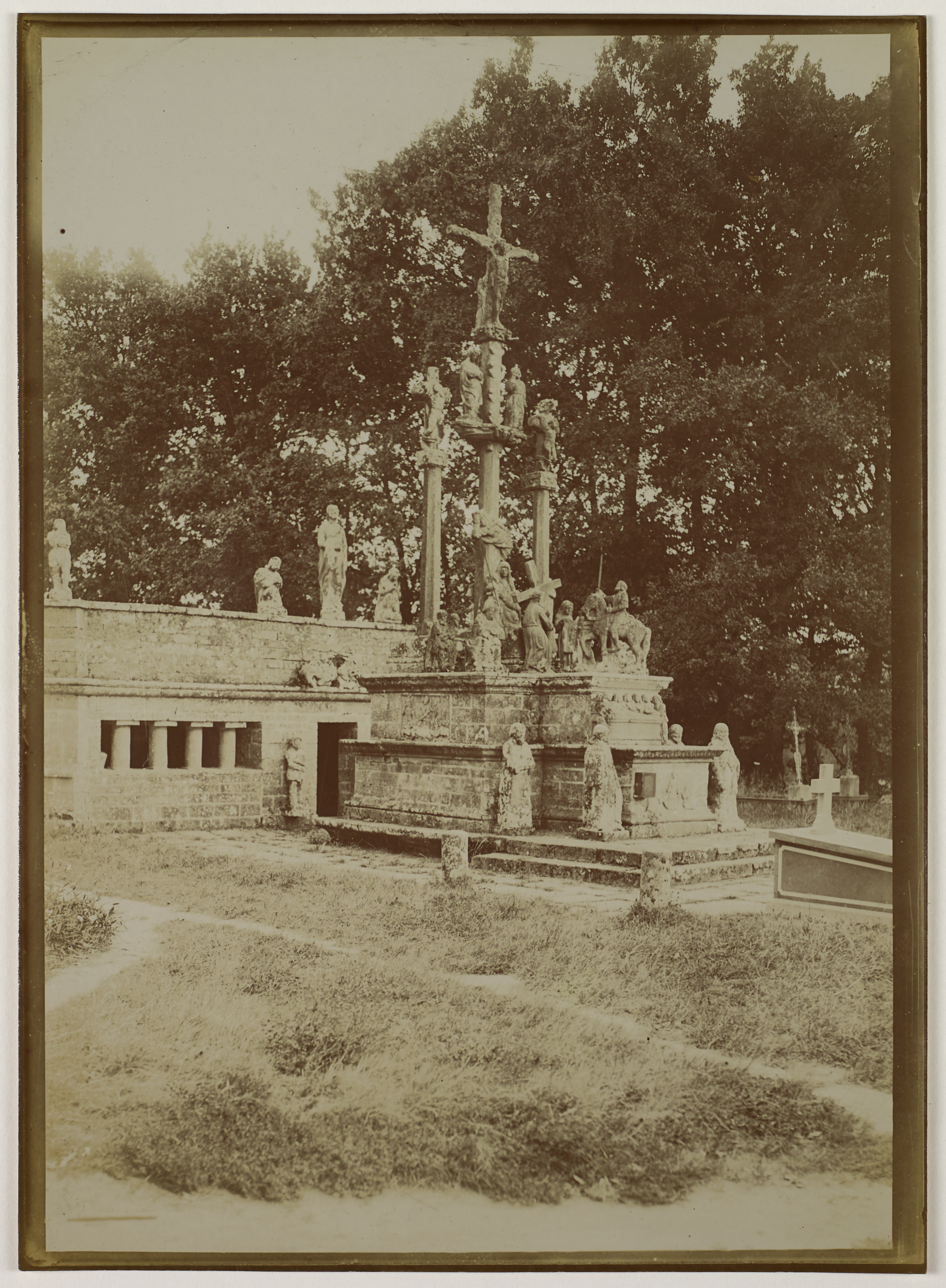
Photographie du calvaire de Guéhenno prise par Paul ou Charles Géniaux entre 1900 et 1906. Avec, à côté, l'ossuaire adjoint par l'abbé Jacquot dans la dernière partie du XIXème siècle. (Musée de Bretagne).

|                                                       |
| Face sud : Christ aux liens ou couronnement d'épines. |

|                                   |
| Face est : Flagellation de Jésus. |